# Hilton Istanbul Bosphorus
Hilton İstanbul Bosphorus — пятизвёздочный отель в Стамбуле (Турция). Он расположен в квартале Элмадаг, в нескольких минутах ходьбы от площади Таксим. Открытый в 1955 году как Istanbul Hilton отель с тех пор является частью гостиничной сети Hilton Hotels & Resorts.
Это был первый современный отель в Европе, построенный с нуля после Второй мировой войны. Ныне он также считается самым старым членом Hilton Hotels за пределами США.

## Проект

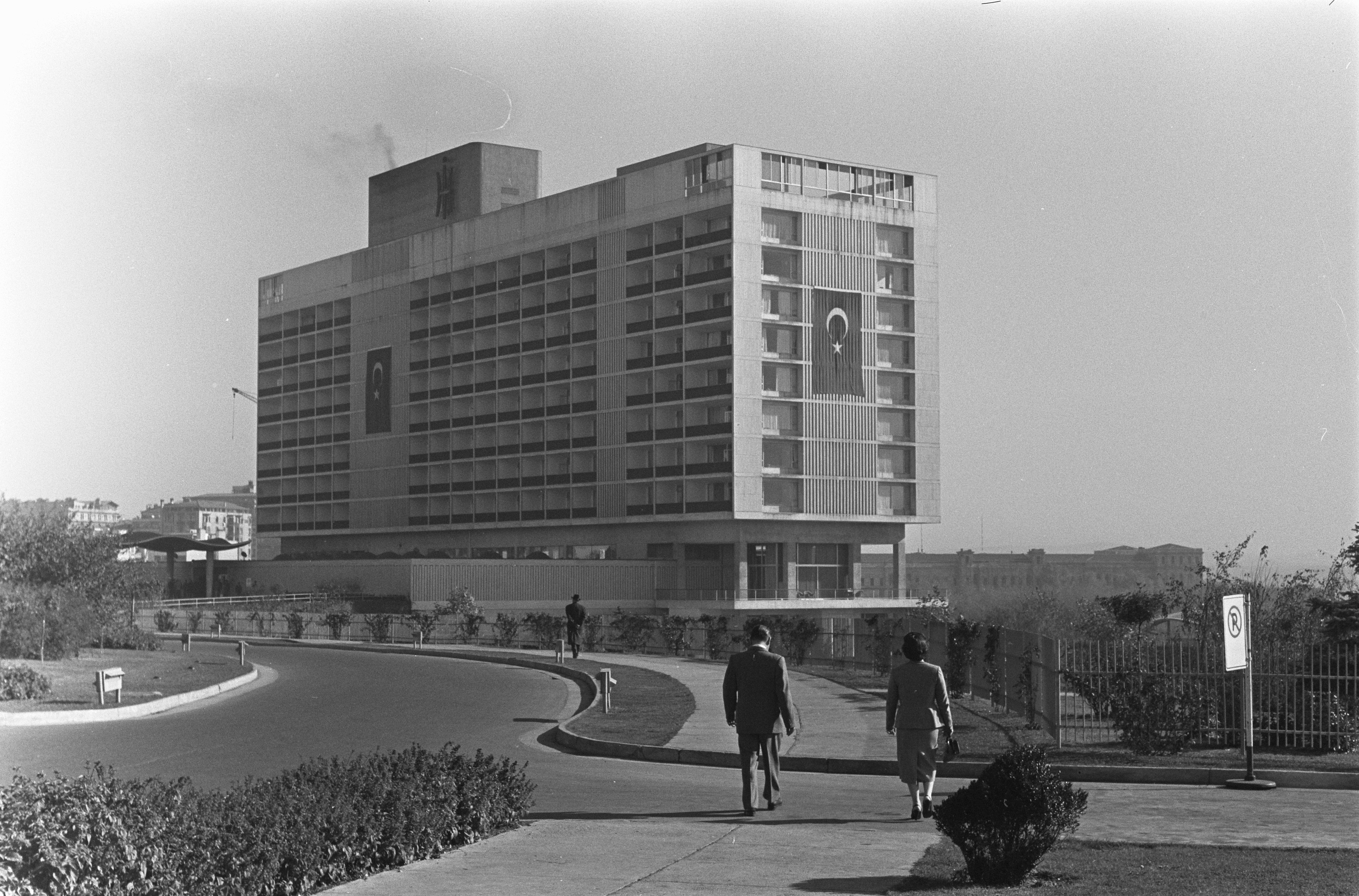
Первоначальный вид отеля, до более поздних изменений, в День Республики в 1959 году

19 декабря 1950 года Конрад Н. Хилтон сообщил The New York Times о том, что недавно достиг соглашения с турецким правительством о строительстве нового отеля Hilton в Стамбуле с 300 номерами стоимостью 5 миллионов долларов США.
В то время Стамбул рос в сфере туризма, экономики и торговли, но ощущалась нехватка в высококлассных жилых объектах, за исключением шести отелей класса люкс и шести отелей первого класса. Общее количество номеров, соответствующих международным стандартам комфорта, составляло 290 единиц. Проект позволял более чем вдвое увеличить это число.
Джон Уилсон Хаузер, вице-президент Hilton International, отправил письмо Конраду Хилтону от 23 июня 1951 года о намерении СССР построить в Стамбуле гостиницу на тысячу номеров, аналогичную Уолдорф-Астории в Нью-Йорке, планы которой он видел. Проект Hilton Istanbul Bosphorus, таким образом, стал одним из полей соперничества в рамках холодной войны.
Окончательное соглашение между турецким правительством и Hilton Hotels было подписано 9 августа 1951 года. Необходимые земли и 3 миллионов долларов инвестиционного капитала были предоставлены Emekli Sandığı (турецким пенсионный фондом), а оставшиеся 2 миллиона — Управлением экономического сотрудничества, занимавшимся в Европе реализацией Плана Маршалла.

## Архитектура

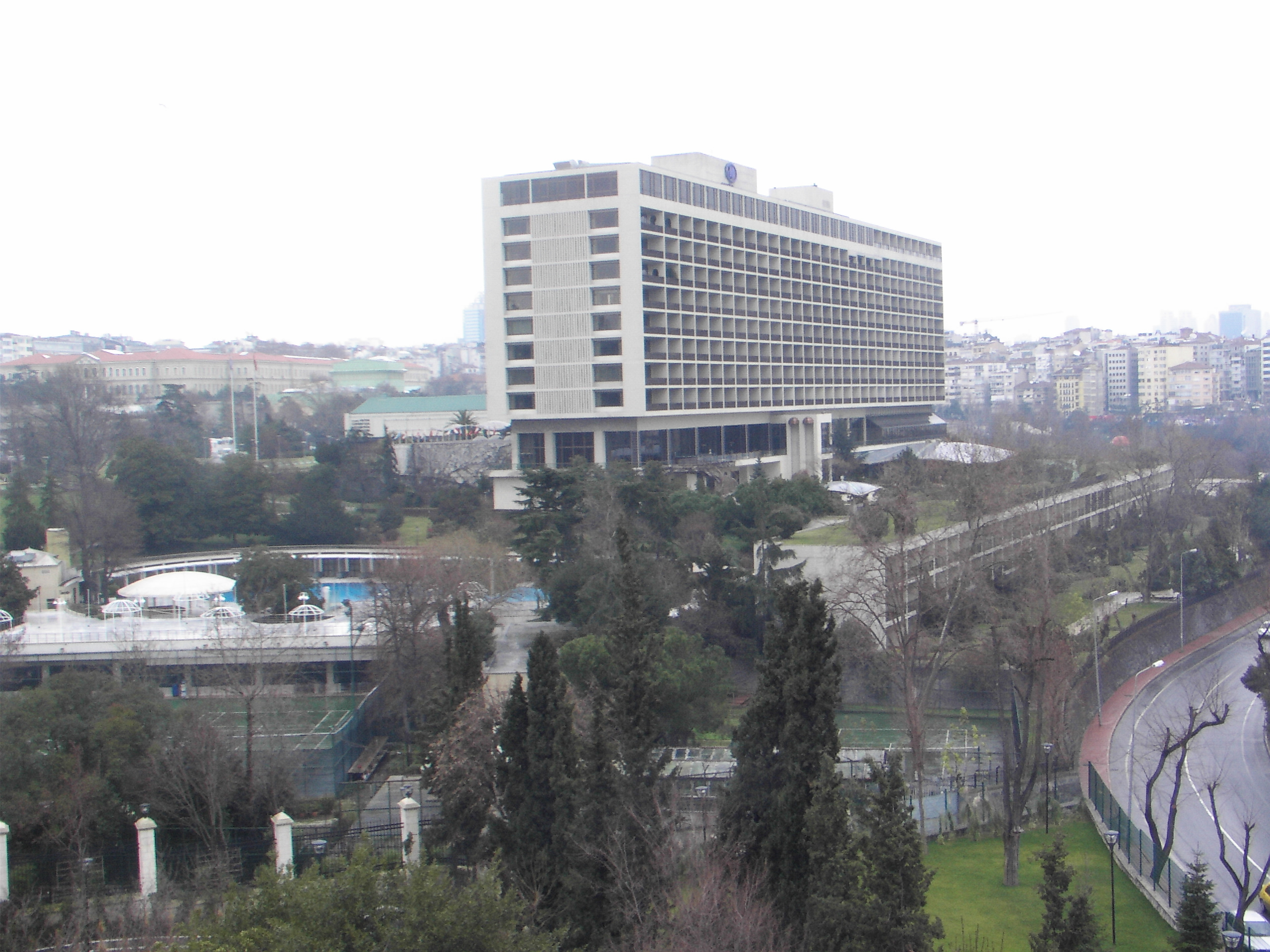
Вид на отель Hilton Istanbul Bosphorus с юга (2007 год)

Отель был спроектирован известной американской архитектурно-инженерной фирмой Skidmore, Owings & Merrill (SOM), которая также осуществляла некоторые другие градостроительные и строительные проекты в Турции. Консультантом проекта был назначен удостоенный ряда наград турецкий архитектор Седат Хаккы Элдем. Он был построен на территории бывшего армянского кладбища.
Церемония закладки первого камня состоялась летом 1952 года. Строительными работами занималась немецкая компания Dyckerhoff, Widmann & Julius Berger. На строительной площадке трудились до 500 турецких рабочих и инженеров. Важнейшие материалы импортировались. Белый портландцемент, стекло и конструкционная сталь поставлялись из Германии, мраморная и керамическая фурнитура — из Италии, алюминиевые оконные заготовки, кондиционеры и лифты — из США.
Одиннадцатиэтажное здание в форме прямоугольного параллелепипеда размером 21 на 100 метров в основании было выполнено в стиле архитектурного модернизма. Здание было возведено на зелёном склоне холма с панорамным видом на Босфор и находится очень близко к оживлённой площади Таксим.
Стиль здания представляет собой сочетание современных линий компании Гордона Буншафта с богатыми художественными и романтическими элементами османской и турецкой архитектуры, которые реализовал Седат Хаккы Элдем. Примером ориентализма может служить крыша главного входа, спроектированная Элдемом и напоминающая ковёр-самолет. Декоративные плитки были изготовлены в Кютахье, а ковры ручной работы для комнат площадью 12 500 м² были сделаны в Конье.
После завершения строительных работ в рекордно короткие сроки (21 месяц) отель стал крупнейшим в Восточной Европе и на Ближнем Востоке.

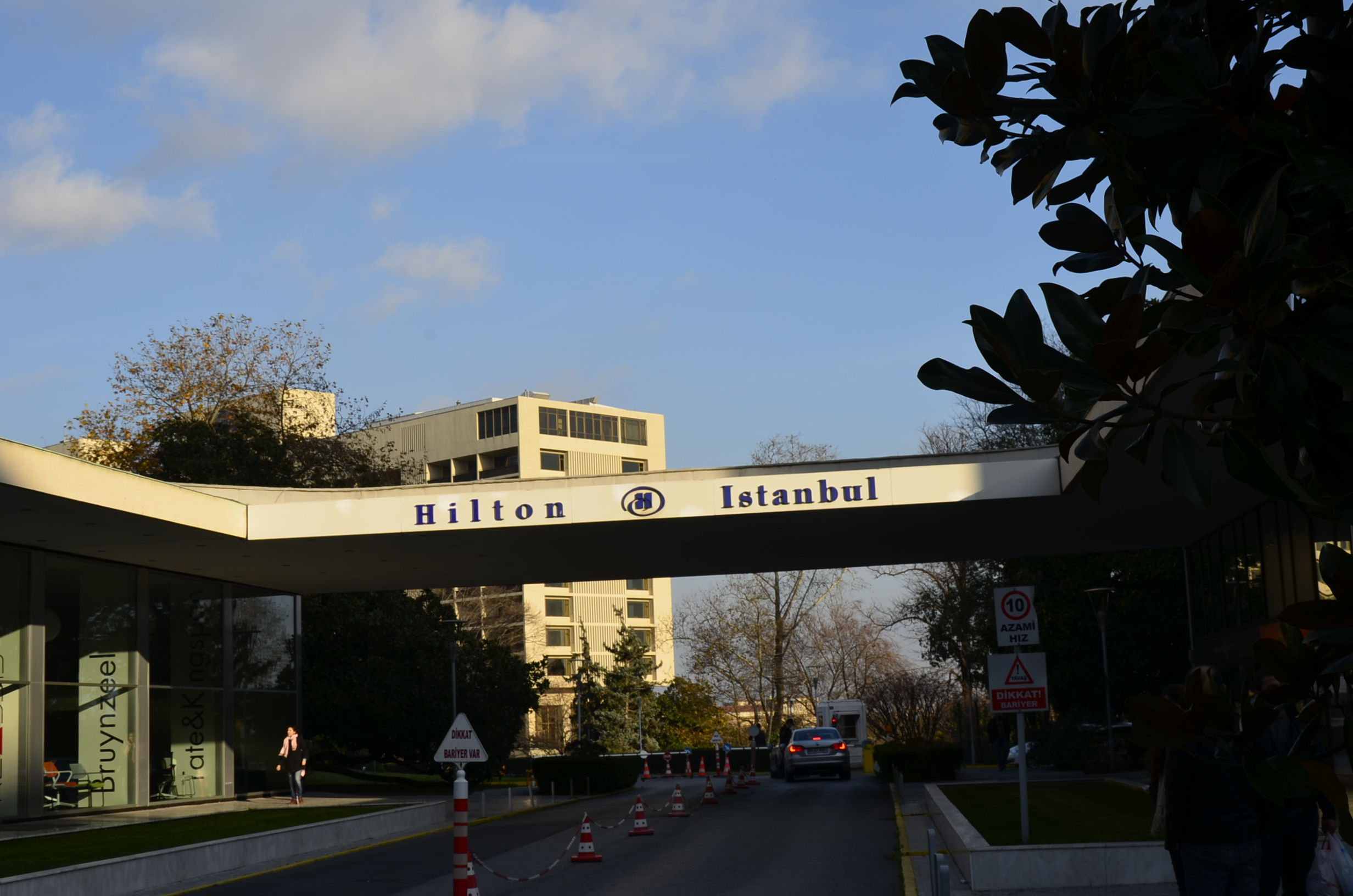
Вход в отель с проспекта Кумхуриет.

Отель был временно открыт 20 мая 1955 года. Официальное открытие состоялось на церемонии 10 июня 1955 года в присутствии Конрада Хилтона, Фахреттина Керима Гёкая, губернатора и мэра Стамбула, а также американских гостей и знаменитостей, прибывших накануне чартерным рейсом. Среди них были Терри Мур, Оливия де Хэвилленд, Мона Фриман, Айрин Данн, Соня Хени, Диана Линн, Мерл Оберон, Энн Миллер, Лон Маккалистер, Киф Брассель, Лео Каррильо и Элейн Шепард.

## Известные гости
Среди многочисленных знаменитостей Hilton Istanbul Bosphorus принимал у себя следующих важных глав государств:
- Фейсал II, король Ирака
- Хусейн ибн Талал, король Иордании
- Елизавета II, королева Великобритании
- Шарль де Голль, президент Франции
- Мухаммед Зия-уль-Хак, президент Пакистана
- Реза Пехлеви, шах Ирана
- Ренье III, князь Монако
- Джордж Буш, президент США

## В культуре
В отеле останавливаются герои фильма Жюля Дассена «Топкапи» 1964 года.
В отеле состоялась помолвка Кемаля и Сибель, героев книги нобелевского лауреата Орхана Памука «Музей невинности».